# Zach Woodlee
Zachary Vinson Woodlee (født 27. April 1977) er en amerikansk koreograf og danser. Han er i øjeblikket koreograf og co-producer af tv-serien Glee.

## Biografi

### Tidligt liv og uddannelse
Zachary Vinson Woodlee blev født April 27, 1977 i Mesquite, Texas . Han har tre brødre Matt, Beau og Slade, der alle danser. Han er uddannet fra Poteet High School i Mesquite. Woodlee blev kåret til "Mest populære fyr" og blev kaldt "Mr. Poteet". Han senere gik på  University of North Texas .
Zach Woodlee tilbragte sin tidlige liv i sin mors dansestudie i Mesquite. Det bør ikke være nogen overraskelse, at han nu forfølger en karriere i skuespil. I det forløbne år har han lavet nogle imponerende fremskridt.
Woodlee medvirkede i sin første kommercielle rolle, for Pop Rocks, da han var 12 år gammel. Derfra arbejdede han med Kim Dawson studiet i Dallas og vandt UIL stat konkurrence for sin rolle i Davey i en skole spil.